# Малі Колпани
Малі Колпани (рос. Малые Колпаны) — присілок у Гатчинському районі Ленінградської області Російської Федерації.
Населення становить 817 осіб. Належить до муніципального утворення Большеколпанське сільське поселення.

## Географія
Населений пункт розташований на південній околиці міста Санкт-Петербурга.

## Історія
Згідно із законом від 16 грудня 2004 року № 113—оз належить до муніципального утворення Большеколпанське сільське поселення.

## Населення
| 2007 | 2010 | 2011 | 2012 | 2017 |
| ---- | ---- | ---- | ---- | ---- |
| 570  | ↘523 | ↘462 | →462 | ↗817 |